# Тынисмяэ (сквер)
Сквер Ты́нисмяэ (эст. Tõnismäe haljak), также сквер на улице Ты́нисмяги, в 1945—1996 годах — площадь Ва́бастаяте (эст. Vabastajate väljak, площадь Освободителей) — сквер в Таллине, столице Эстонии. Известен тем, что до апреля 2007 года здесь стоял памятник «Бронзовый солдат».

## История
Небольшой треугольный сквер на холме Тынисмяги. Расположен напротив Национальной библиотеки и старинной церкви Каарли. Современное название получил после восстановления независимости Эстонии, 12 апреля 1996 года.

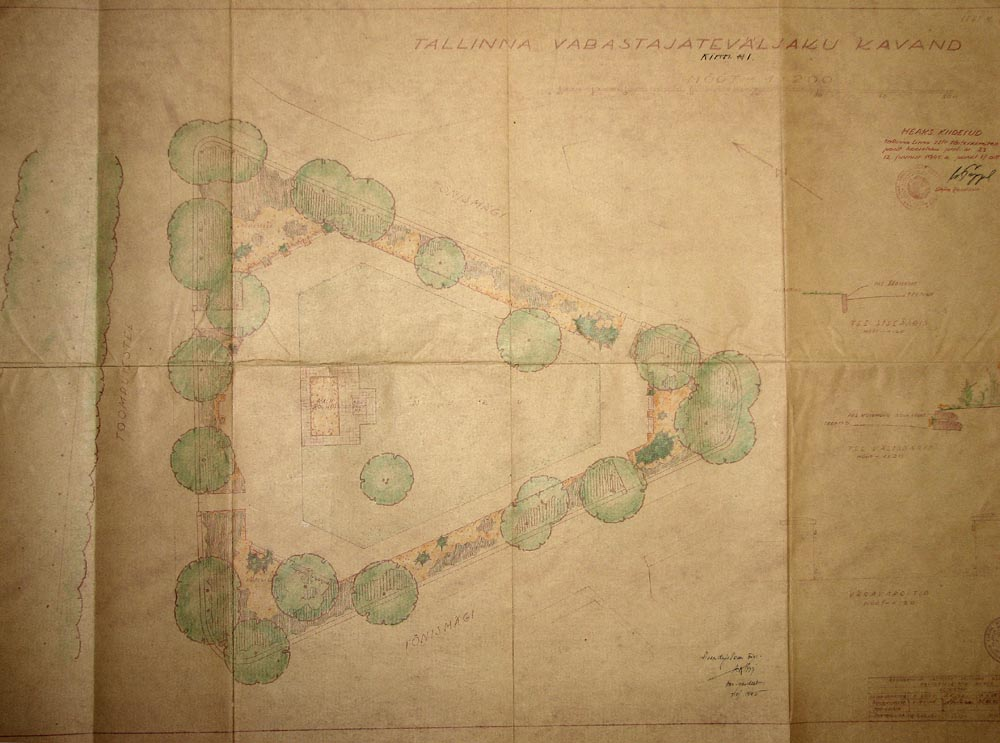
Схема Площади Освободителей, 1945 год

Бронзовый солдат в сквере Тынисмяэ
24 апреля 2007 года

25 сентября 1944 года в центре сквера были захоронены останки двух советских воинов. Остальные останки были перезахоронены там в апреле 1945 года. 18 мая 1945 года площадь на холме Тынисмяги была названа Площадью Освободителей. 22 сентября 1947 года здесь был установлен «Монумент освободителям Таллина» (архитектор Арнольд Алас, скульптор Энн Роос). В 1964 году перед монументом был зажжён «Вечный огонь». 
Скульптура мемориала в народе получила название «Бронзовый солдат».
В ночь на 1 сентября 1994 года бронзовые плиты с надгробий были похищены группой неизвестных. Площадь была закрыта на реконструкцию, закончившуюся в начале 1995 года. В её ходе надгробия были убраны, а на братской могиле разбит газон. Был также убран погашенный ещё в 1992 году «Вечный огонь», плиты на монументе были заменены новыми, с текстом «Павшим во Второй мировой войне». Тогда же монумент получил название «Монумент павшим во Второй мировой войне».
В апреле 2007 года монумент был перенесён из сквера Тынисмяэ на Военное кладбище Таллина, что вызвало массовые волнения в городе, и начался процесс перезахоронения останков.
В мае 2007 года на месте перенесённого на Военное кладбище «Бронзового солдата» были проведены озеленительные работы.